# Alfredo Echegaray
Alfredo Echegaray Comba (Madrid, 1918 - íd, 1958) fue un guionista cinematográfico español, nieto del popular comediógrafo Miguel Echegaray y sobrino nieto del matemático y dramaturgo premio Nobel José Echegaray.

## Biografía
Hijo del arquitecto Alfredo Echegaray Romea, y de su mujer María de la Concepción Comba Sigüenza, hija del pintor y profesor del Conservatorio de Madrid Juan Comba, su primer trabajo fue Pepe Conde (1941), una comedia en la que un aristócrata decide intercambiarse por su criado para escabullirse de ciertas personas que adapta una pieza teatral de Pedro Muñoz Seca, dirigida por José López Rubio. Acaso introducido en el negocio del cine por su tío materno el decorador, figurinista y director artístico de teatro y cine Manuel Comba Sigüenza, trabajó sobre todo en los años cuarenta antes de su prematuro fallecimiento en los cincuenta, frecuentemente en comedias con el guionista Manuel Tamayo Castro también sobrino nieto de otro famoso dramaturgo, Manuel Tamayo y Baus, y luego en dramas con otros colaboradores. Intentó la dirección haciendo la versión española de la coproducción hispanoportuguesa ¡Fuego! (1949), pero el fracaso de este notable melodrama sobre bomberos le hizo desistir de proseguir en esas funciones. Trabajó tres veces con el director Juan de Orduña y dos con Ladislao Vajda y Alejandro Ulloa; con otros directores solo hizo una película; tuvo éxitos como el melodrama Locura de amor (1948). En El duende y el rey (1948) de Alejandro Perla, aparece el pintor Diego Velázquez como personaje. El crítico Augusto M. Torres destaca sus guiones para Deliciosamente tontos (J. de Orduña, 1943), Ella, él y sus millones (J. de Orduña, 1944), El hombre que las enamora (A. Ulloa, 1945) y La casa de las sonrisas (A. Ulloa, 1948).

## Trabajos como guionista
- 1957 ...Y eligió el infierno (guion, sinopsis)
- 1952 Hombre acosado
- 1951 El gran Galeoto (adaptación de la obra homónima de su pariente José Echegaray)
- 1951 Servicio en la mar (guion, sinopsis)
- 1950 El duende y el rey (guion y sinopsis)
- 1949 Doce horas de vida (dialoguista - sinopsis)
- 1949 ¡Fuego! (escritor y director)
- 1948 Locura de amor, adaptación de la pieza teatral de Manuel Tamayo y Baus
- 1948 La casa de las sonrisas (adaptación, guion)
- 1947 La calumniada
- 1947 Tres espejos
- 1946 La mantilla de Beatriz
- 1946 Es peligroso asomarse al exterior
- 1945 Un hombre de negocios (dialoguista)
- 1944 Ella, él y sus millones
- 1944 El hombre que las enamora
- 1944 Te quiero para mí
- 1943 Deliciosamente tontos (sinopsis)
- 1941 Pepe Conde

## Trabajos como director
- Con Arthur Duarte, ¡Fuego! (1949), y guion